# 臨海トンネル

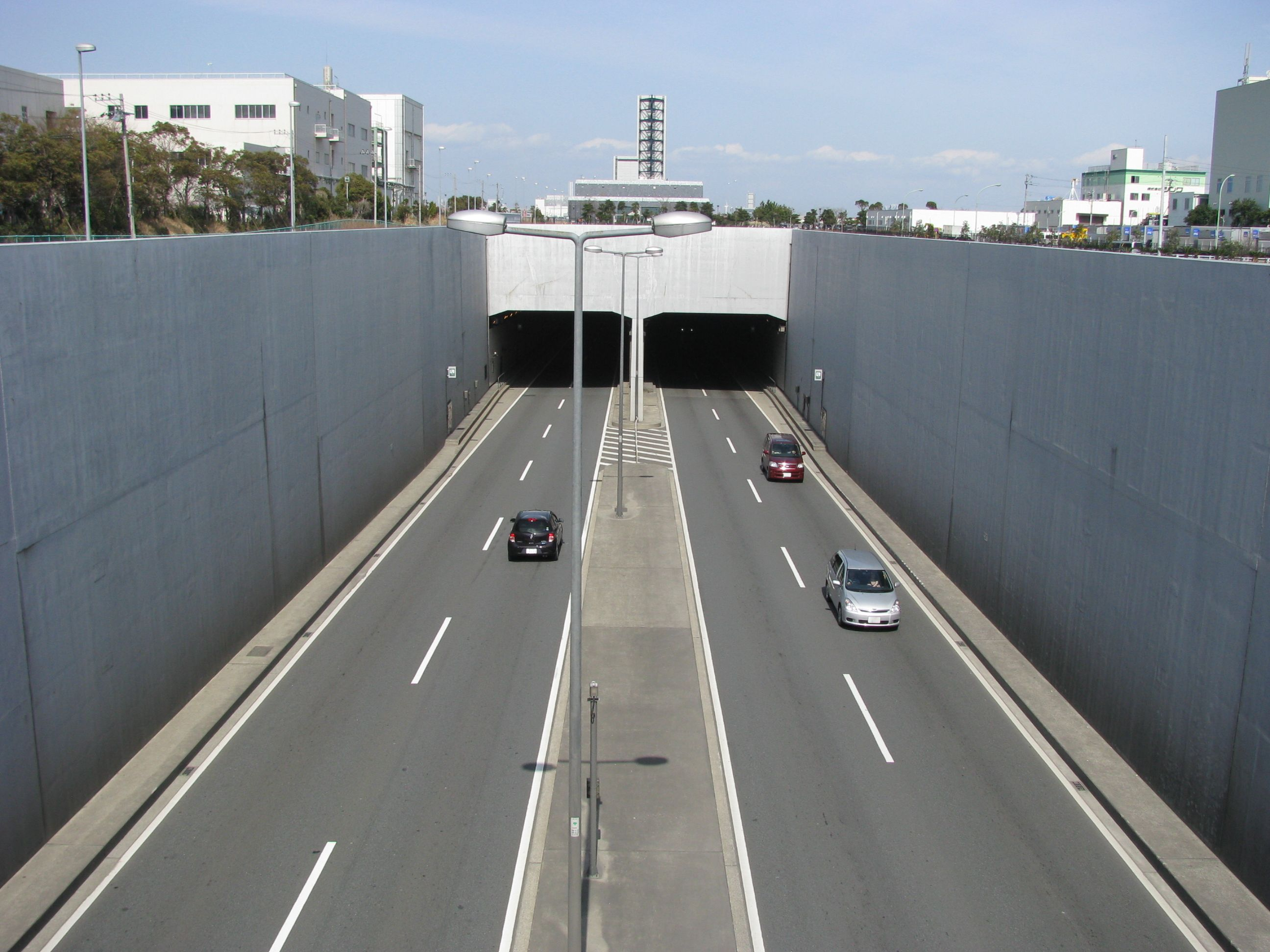
臨海トンネル城南島側坑口（2012年3月20日）

臨海トンネル（りんかいトンネル）は、東京都大田区城南島と同令和島および江東区（中央防波堤外側埋立地その1）の間にある、東京港臨海道路の海底トンネルである。
東京港臨海道路I期事業にて建設され、2002年に開通した。

## 工法
- 別の場所で作成した11函の沈埋函を現場まで船で曳航し、沈めた後に接合してトンネルとする工法を採用した（沈埋工法）。

## 道路諸元
- 総延長約3.1km（うち海底部分1.328km）[1]
- 第4種第1級（道路構造令、設計速度50km/h）
- 車線 片側2車線

東京ゲートブリッジ、第二航路トンネル同様、原動機付自転車（50cc以下）、自転車、歩行者は走行禁止となっている。また、水底トンネルのため危険物積載車両も通行が禁止されている。